# Antonio Dorival Campos
Antonio Dorival Campos (Taquaritinga, 31 de Maio de 1937 – São Paulo, 19 de Julho de 2009) foi um  contribuidor para o desenvolvimento da Bioestatística no Brasil. Graduou-se em Matemática em 1960, pela Universidade de São Paulo (USP). Em 1965, concluiu seu Mestrado no Centro Interamericano de Ensenãnza de Estadística, Chile, com bolsa concedida pela OEA (Organização dos Estados Americanos). Em 1971, defendeu sua tese de Doutorado na USP, sob a orientação do Prof. Geraldo Garcia Duarte. Em 1980, obteve o título de Livre-Docente pela USP.
Em 1961 ingressou na carreira acadêmica como auxiliar de ensino junto ao Departamento de Matemática da Faculdade de Filosofia Ciências e Letras de Rio Claro, que mais tarde foi incorporado à UNESP, ministrando a disciplina de Modelos Lineares no curso de licenciatura em Matemática.
Ingressou em 1967 no corpo docente do extinto Departamento de Matemática Aplicada à Biologia da Faculdade de Medicina de Ribeirão Preto (FMRP), USP. Também fazia parte deste departamento os professores Geraldo Garcia Duarte, Euclides Custódio de Lima Filho e Maria Aparecida de Paiva Franco. Este grupo oferecia assessoria estatística aos pesquisadores da área médica, e realizava seminários e estudos de metodologia estatística e sua fundamentação matemática.
Em 1971, foi professor visitante junto à Faculdade de Filosofia, Ciências e Letras de São José do Rio Preto, SP, onde ministrou aulas de Probabilidade e Inferência a alunos do curso de graduação em Matemática. Nesta época, teve como alunos Adhemar Sanches, Jorge Alberto Achcar e José Antonio Cordeiro, que posteriormente ingressaram na carreira acadêmica e tornaram-se pesquisadores em Bioestatística.
A partir de 1969 e em decorrência da Reforma Universitária, foram reunidos os Departamentos de Genética e de Matemática Aplicada à Biologia da FMRP, resultando no Departamento de Genética e Matemática Aplicada à Biologia, que, assim, permaneceu até o ano de 2000, quando, após a Reestruturação Departamental na USP, voltou a denominar-se Departamento de Genética. Neste mesmo ano, Antonio Dorival Campos foi transferido para o Departamento de Medicina Social, onde permaneceu até a sua aposentadoria. Neste departamento, continuou prestando assessoria estatística aos pesquisadores da FMRP.
Na USP, atuou no ensino em nível de graduação e pós graduação. Foi docente e orientador no Programa de Mestrado em Bioestatística, que foi oferecido pela FMRP até 1998. Também pertenceu ao quadro permanente de orientadores do Programa de Pós-Graduação em Saúde na Comunidade, da mesma faculdade.
Foi sócio da Associação Brasileira de Estatística (ABE) desde a sua fundação. Era também sócio da Sociedade Internacional de Biometria e da Sociedade Brasileira de Matemática, desde sua formação em 1969 até o ano de 1989.

## Contribuições científicas
- "An extension of the Cramèr-Rao inequality for a sequential procedure without assuming regularity conditions". Annals of the Institute of Statistical Mathematics, v. 30, Part A, p. 415-419, 1978.
- "Extension of the inequality for the variance of an estimator by Bayesian process". Annals of the Institute of Statistical Mathematics, v. 31, n. 1, 1979.